# Dolichopeza guttulanalis
Dolichopeza guttulanalis är en tvåvingeart som beskrevs av Alexander 1958. Dolichopeza guttulanalis ingår i släktet Dolichopeza och familjen storharkrankar.
Artens utbredningsområde är Sri Lanka. Inga underarter finns listade i Catalogue of Life.